# Bellefontaine (metropolitana di Tolosa)
Bellefontaine (in occitano Belafont) è una stazione della metropolitana di Tolosa, inaugurata il 26 giugno 1993. È dotata di una banchina a otto porte e perciò può accogliere treni composti da due vetture.

## Architettura
La stazione è creata a mezz'altezza con la biglietteria posta a pianterreno. L'opera d'arte che si trova nella stazione è composta da un mosaico e da una fontana formata da piramidi messe con la testa dell'una ai piedi dell'altra (tête-bêche), realizzata da Guy-Rachel Grataloup.

## Servizi
La stazione dispone di:
- Biglietteria automatica
- Scale mobili